# Kasteel ter Vaert
Het Kasteel ter Vaert (ook: Villa des Roses) is een kasteeltje in de tot de gemeente Gent behorende plaats Mariakerke, gelegen aan de Gérard Willemotlaan 90.

## Geschiedenis
Begin 19e eeuw liet de familie Libbrecht hier een jachtpaviljoen bouwen. In 1862 werd dit vervangen door het huidige kasteeltje. In 1931 werd het park in drie percelen opgesplitst en het kasteeltje werd eigendom van de familie Willemot. Omstreeks 1950 verbleef hier de poolreiziger Adrien de Gerlache.
Het in een park gelegen landhuis bezit neoclassicistische stijlelementen.